# نجم‌الدبن برهانی
نجم‌الدین برهانی یک سیاست‌مدار اهل افغانستان است. وی والی (استاندار) ولایت بادغیس افغانستان بود. از ۱۳۹۹ این منصب را عهده‌دار است. پیش از این او ولسوال انجیل و آمر رادیو تلویزیون ولایت هرات بود.
| پیشین: عبدالغفور ملک‌زی | فرماندار ولایت بادغیس، افغانستان ۱۳۹۲ | پسین: تاکنون |